# Tzanata
Tzanata (en griego, Τζανάτα) es un pueblo de la isla de Cefalonia (Grecia). Administrativamente pertenece a la periferia de Islas Jónicas, a la unidad periférica de Cefalonia, al municipio de Argostoli, a la unidad municipal de Elios-Pronni y a la comunidad local de Poros. En el año 2011 contaba con una población de 159 habitantes.

## Arqueología

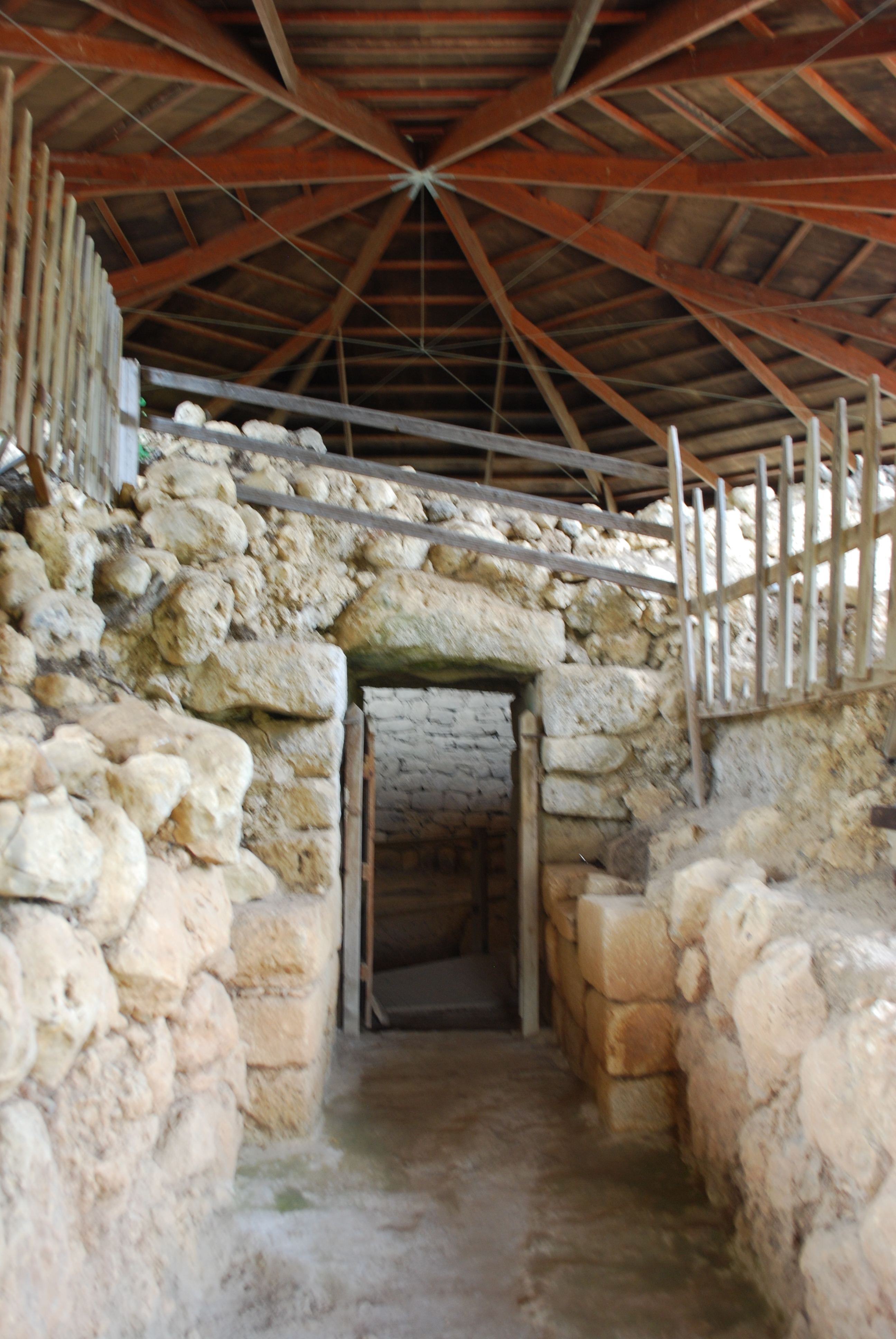
El tholos de Tzanata.

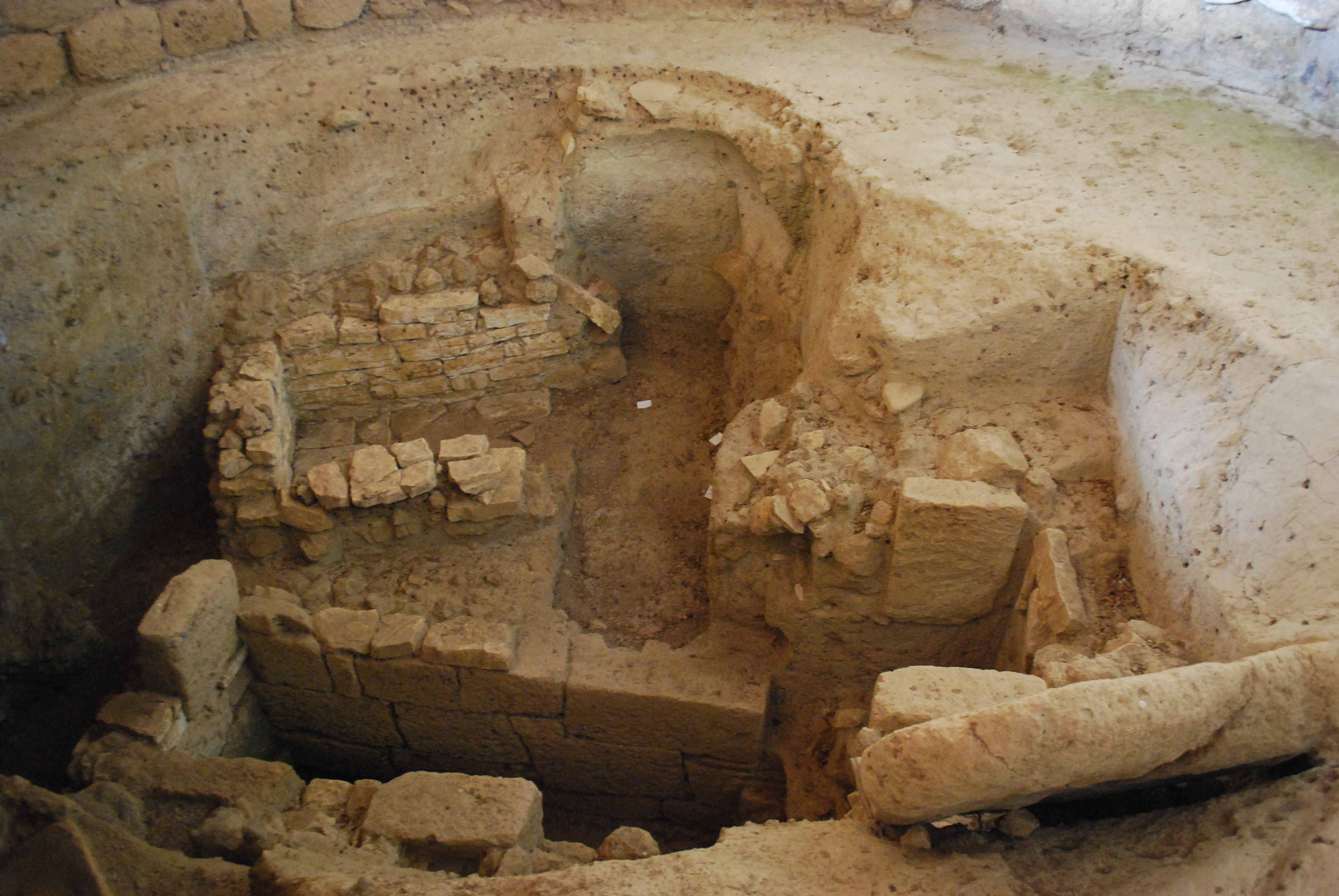
Vista del interior del tholos.

En 1991 se encontró en la colina Borzi, próxima a este pueblo, la mayor tumba abovedada del periodo micénico hallada hasta el momento en las islas Jónicas. Fue excavada entre 1992 y 1994 por un equipo dirigido por Lázaros Kolonas.  
La tumba estaba construida sobre una tumba anterior más pequeña que quedó destruida hacia 1350 a. C. y de hecho, se utilizó piedra caliza de la tumba anterior para construir la posterior. El dromos de la tumba es corto y la cámara mide 6,80 m de diámetro y hasta 3,95 m de altura. La parte superior de la cúpula se derrumbó en el periodo veneciano, época en la que la construcción fue utilizada como refugio.
La tumba, que probablemente contenía los restos de un gobernante de la isla, fue saqueada desde la Antigüedad. Fue utilizada desde el siglo XIV a. C. El hallazgo de estrígiles metálicos pertenecientes al siglo XI a. C. indican que en esa época pudo rendirse aquí culto a los antepasados o a un héroe.
Cerca de la tumba se encontró una estructura rectangular que contenía restos de 72 personas, por lo que parece que tuvo una función de osario.
Los hallazgos del ajuar funerario de la tumba y del osario, que incluyen, entre otros, cerámica, figurillas, collares de oro, cuentas, un ritón con forma de cuernos de toro, sellos de piedra y un hacha de oro, se conservan en el Museo Arqueológico de Argostoli.